# クオレ (化粧品)
クオレ株式会社は日本の大阪府吹田市に本社を置く化粧品・医薬品卸商社。1965年3月に株式会社美研（びけん）の社名で創業、美容室・代理店等による販売網を持つメーカー卸商社である。
本業の化粧品ブランドは「クオレ（化粧品）」、90年代に同名の子会社を通じて新規参入した「木下製薬（旧社名:イクソラファブリカ）」の主要2部門・ブランドを持つ。
また、バブル期の昭和後期の1980年代中盤（83〜85年頃）にTVCMを出稿していたことがある。

## 沿革
- 1965年3月 - 大阪市北区老松町に株式会社美研を創立
- 1967年4月 - CCS制度（クオレ・チェーン・サロン・システム）が発足
- 1969年8月 - 東日本地区の専属代理店東京美研を吸収合併し、東京支店とする
- 1969年9月 - 業務拡張により本社を大阪市北区西天満に移転
- 1970年2月 - 千里山研修所（大阪）オープン
- 1973年8月 - 第1回クオレ若人の集い開催
- 1974年4月 - ＣＣＳの超優良店を対象とするCSS（クオレ・スペリア・サロン）制度スタート
- 1980年3月 - 販売会社制度の本格的スタート
- 1982年10月 - 東京研修センターオープン
- 1985年3月 - 株式会社美研から「クオレ株式会社」に社名変更、マーク・ロゴを刷新
- 1990年11月 - 本社ビル完成 エステティックサロン「クオレア」オープン
- 1992年11月 - 岡山に株式会社イクソラファブリカ（現在の木下製薬株式会社）設立
- 1994年10月 - 日本エステティシャン協会公認「クオレエステティックスクール」開校
- 1999年10月 - 三嶋皮膚科学研究所と技術開発提携（〜2002年）
- 2001年9月 - 「KENZOパレット」から「K-パレット」にブランド名を変更
- 2001年10月 - 中期経営計画（CAP計画）スタート
- 2004年1月 - 代表取締役社長に木下英司が就任
- 2005年6月 - 中期経営計画（CAP Ⅱ計画）スタート
- 2008年6月 - ISO9001認証取得
- 2010年4月 - 西日本出荷センター稼働

## 主な商品
商品名等の詳細は会社公式HPをご確認ください。
- 美容室専売品
- 一般向け商品
- 医薬品（子会社・木下製薬の製品）